# Marine nationale (Gabon)
La Marine nationale è la componente navale delle forze armate dello Stato africano del Gabon.
Creata con l'assistenza della Francia all'indomani dell'indipendenza del Gabon nel 1960 come sezione navale dell'esercito nazionale, la Marina gabonese si è costituita come forza armata autonoma solo nel 1983. La Marine nationale rimane la componente più piccola e trascurata delle Forces armées gabonaises, pur dovendo assicurare la sorveglianza di 885 chilometri di costa affacciata sulla turbolenta regione del Golfo di Guinea, spesso interessata da fenomeni di pirateria; le unità principali sono costituite solo da un pugno di pattugliatori e navi d'appoggio.

## Storia

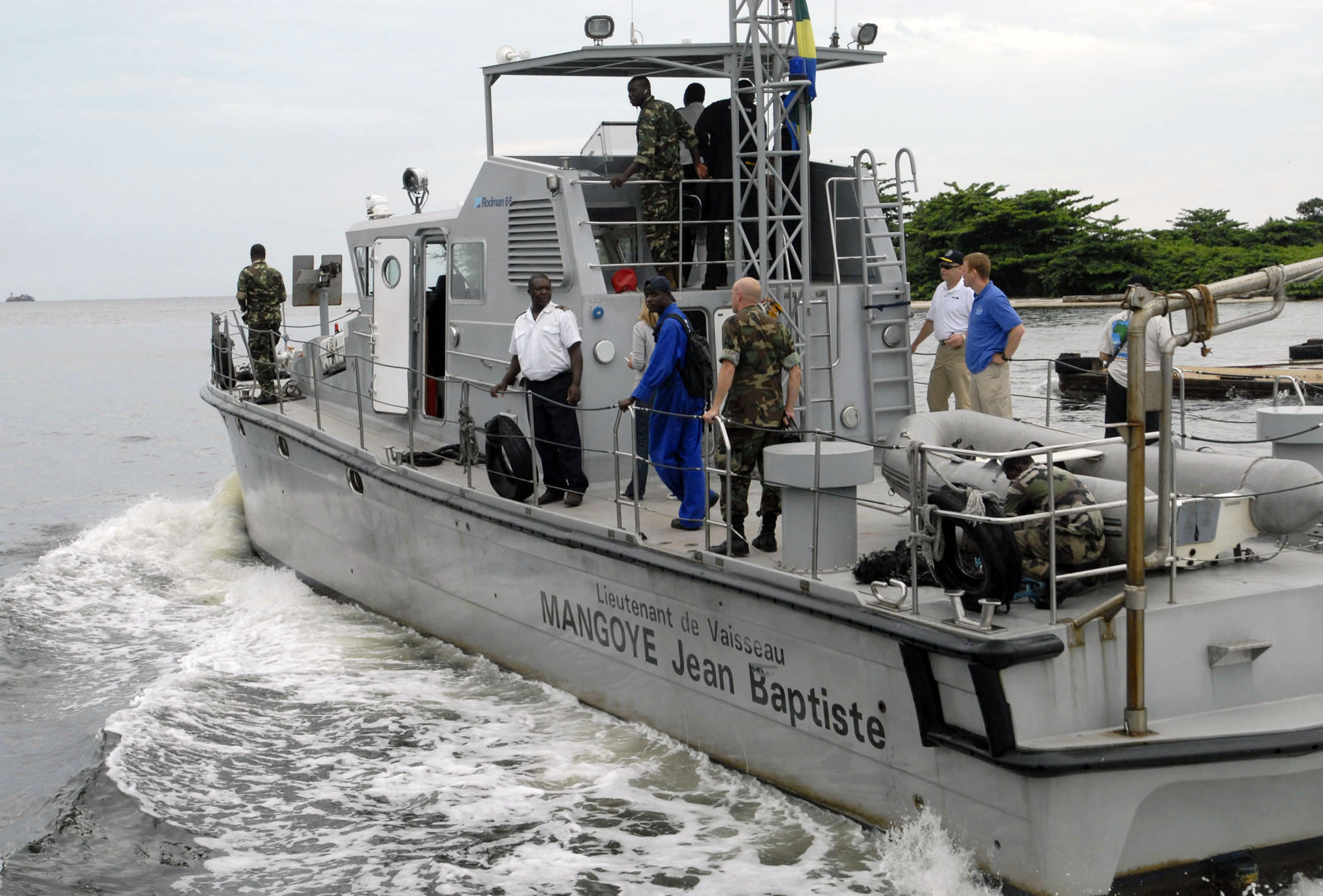
Una motovedetta della Marina gabonese durante un'uscita in mare nel 2009

Parte dell'Africa Equatoriale Francese, l'odierno Gabon ottenne l'indipendenza dalla Francia il 17 agosto 1960; paese retto fin dal 1967 da un regime autoritario posto sotto il controllo della famiglia Bongo (prima nella figura del presidente Omar Bongo e poi, dal 2009, in quella del figlio Ali Bongo Ondimba), il Gabon mantenne solidi legami commerciali e militari con la Francia, a cui fu concesso di mantenere una base militare a Libreville e da cui vennero le principali forniture militari per le forze armate gabonesi, del resto abbastanza piccole e poco sviluppate.
Una piccola marina militare fu attivata poco dopo l'indipendenza, inizialmente come mera componente navale dell'Esercito gabonese (Forces terrestres et navales); con base a Port-Gentil, questa prima forza navale non era più di una guardia costiera, annoverando una motovedetta e qualche imbarcazione ausiliaria lasciata in eredità dalle autorità coloniali francesi cui si aggiunse una cannoniera realizzata localmente. Solo nella seconda metà degli anni 1970 iniziò un primo programma di acquisizioni di nuovo naviglio: dalla Francia furono ottenute una motovedetta e un mezzo da sbarco tipo LCU, mentre un contratto con la ditta statunitense Swiftships fruttò l'acquisizione di un guardacoste da 120 tonnellate di dislocamento. Tra il 1976 e il 1977 furono consegnate le prime unità dotate di un reale valore bellico, ovvero la motocannoniera N'Golo realizzata dall'italiana Intermarine e la motomissilistica General Boulingui, di costruzione francese e armata con missili SS.12M; ulteriori contratti fruttarono, nei primi anni 1980, la consegna di due motovedette e due mezzi da sbarco, seguiti nel 1981 da una seconda motocannoniera della Intermarine in sostituzione della N'Golo, distrutta in un incendio.

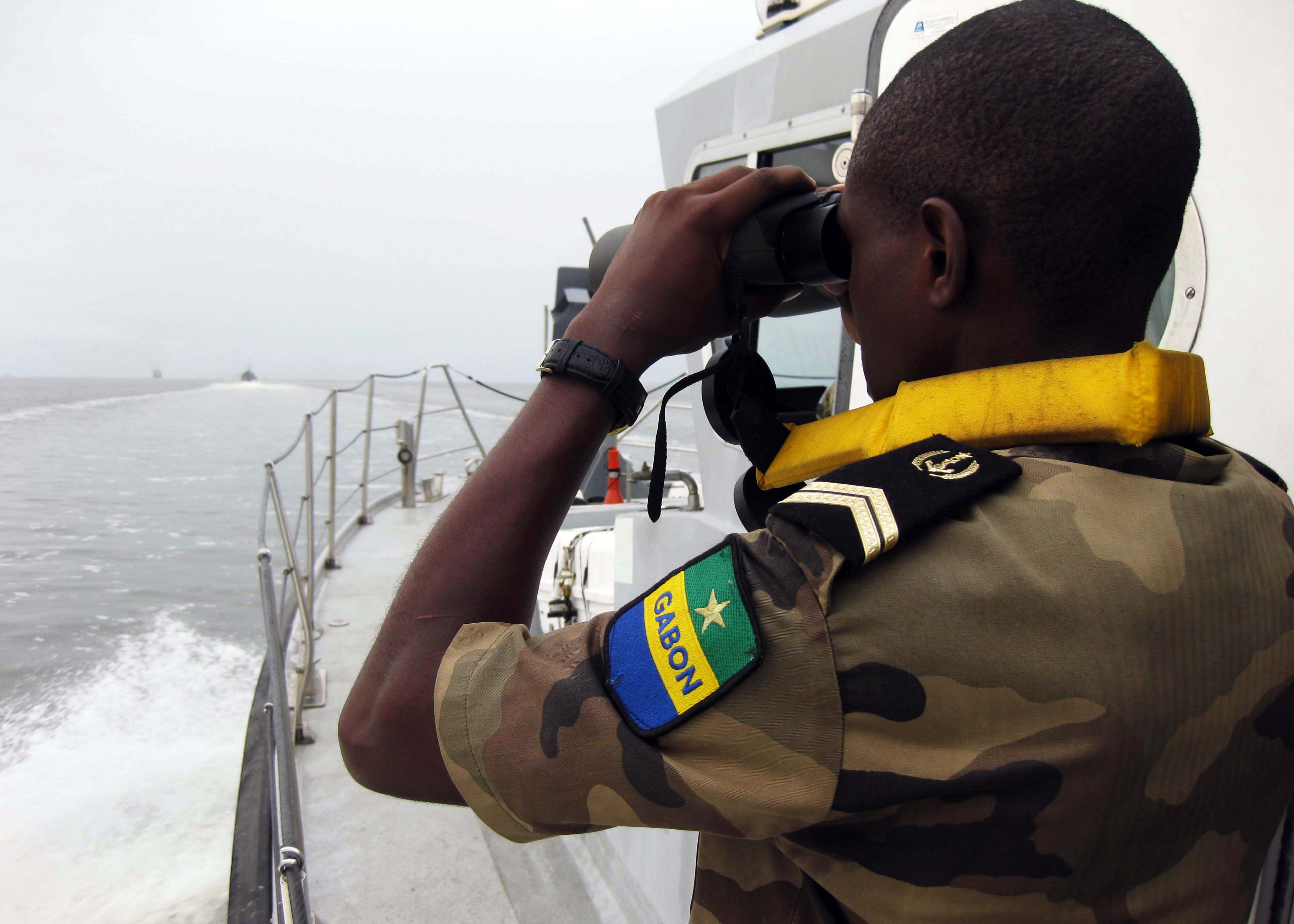
Un ufficiale navale gabonese ripreso durante un'esercitazione congiunta tra le marine dell'Africa occidentale nel 2010

Queste consegne furono propedeutiche alla costituzione delle forze navali gabonesi in forza armata autonoma dall'Esercito, cosa avvenuta nel 1983. Lo stesso anno dalla Francia giunse la consegna di una nave da sbarco classe Champlain (President el Hadj Omar Bongo), che con 1400 tonnellate di dislocamento divenne l'unità maggiore della piccola flotta gabonese; nel 1984 fu invece attivata una piccola componente di fanteria di marina. Nessun programma di nuove acquisizioni fu portato avanti fino ai primi anni 1990, quando le vedette e i guardacoste più vecchi nonché la cannoniera N'Golo furono radiati e rimpiazzati con due pattugliatori di costruzione francese della classe P400 (Général d'Armée Ba-Oumar e Colonel Djoue-Dabany); la motomissilistica General Boulingui, pur interessata da lavori di ammodernamento, sbarcò invece gli ormai obsoleti missili SS.12M nel 1999 e fu riarmata come pattugliatore. Tra il 2006 e il 2010 si aggiunsero poi una decina di motovedette di costruzione francese e spagnola, mentre il contratto per la fornitura di un terzo pattugliatore classe P400 dismesso dalla Marina francese non giunse a buon fine.